# Карпенко В'ячеслав Михайлович
Карпенко В'ячеслав Михайлович (н. 23 лютого 1938) — російський письменник. Живе в Калінінграді.

## Біографія
Народився 23 лютого 1938 року в Харкові. На початку Великої Вітчизняної війни евакуйований до Челябінська, де в 1955 році закінчив середню школу. Після закінчення школи працював у геологічних експедиціях (республіка Комі, Естонія, Карелія) робочим, обчислювачем, буровим майстром. Навчався в Ленінградському морехідному училищі. Відслужив в армії. Ходив в море матросом, коком, мотористом, механіком.
Творчу роботу почав у газеті «Калінінградський комсомолець» в 1965 році.
Брав активну участь в боротьбі за збереження замку Кенігсберг — організував підписи і обурення студентів на захист пам'ятника культури. В ході цієї боротьби в 1966 році зустрічався в Москві з К. Симоновим, І. Еренбургом, Нобелівським лауреатом академіком П. Капицею і ін. Замок, проте, був зруйнований.
Після цього Карпенко був змушений виїхати до Казахстану, де продовжив журналістську роботу в газетах і журналах («Новий фільм», «Простір») Алмати. Навчався заочно в ЛДУ.
Працював кочегаром на високогірній космостанції ФІАНа. Майже п'ять років працював єгерем у горах Тянь-Шаню. Опублікував в «Літературній газеті» статтю про злочинном «користуванні» землею і її дарами і був звільнений за скороченням штатів. Повернувся в газету. Потім — на космостанцію. Закінчив в 1987 році Вищі літературні курси при Літературному інституті в Москві. Після завідував відділом критики журналу «Простір».
Займався літературною і мистецтвознавчої (театр, живопис, кіно) критикою, сценарної роботою в кіно, перекладав національних письменників на російську мову. В Алматах вийшла в 1992 році книга «Втеча».
У 1996 році повернувся в Калінінград, привізши з собою повністю обладнаний і оснащений «Інший театр».
У 2001 році в серії «Русский путь» видавництва «Бурштинова оповідь» вийшла книга В'ячеслава Карпенка «Істинно чоловіча пристрасть» (Про людей і інших тварин). Книга отримала диплом «Артіади» (Національний Артійскій комітет, Москва) за 2001 р.
Перший кавалер срібного «Ордена Мухи», пам'ятного знака на честь художника Сергія Калмикова (Алмата, 1996). У 2005 році — перший лауреат премії ім. К. Донелайтіса; відзначений медаллю ім. М. Шолохова, медаллю і знаком «300 років Балтійського флоту». У 2006 — «Людина року» Калінінградського конкурсу «Людина. Подія. Час»(в номінації «Зв'язок часів»), премія «Натхнення» за книгу «Придорожник»(Калінінград, 2010). Міжнародною Федерацією російськомовних письменників відзначений орденом «Культурна спадщина» (2013). Регіональна премія «Визнання-2015» за роман «ВАСИЛЬ Скуратов, син Бектас, онук Досимбета і Костянтина» (вид. ОГІ, М., 2014 року).
У 2000—2005 роки був головою Регіональної організації письменників Калінінградській області (входить в Союз російських письменників), головним редактором журналу «Захід Росії».
На даний момент — голова Калінінградського ПЕН-центру, член Виконкому російського ПЕН-центру, зав. літературною частиною «Іншого театру», головний редактор двомовного (російсько-литовського) журналу «Паралелі». Член асамблеї Ради письменників Балтики (Baltic Writers` Council), Міжнародної Федерації російськомовних письменників (МФРП).

## Основні твори
- Збірник «Лик землі» (повісті, оповідання, нариси), 1978, 80, 81, 83, 85 рр., Изд. «Жалин», А-Ата;
- «Ватажки» (повість, оповідання), 1979, «Жалин», Алмати;
- «Азіатський муфлон» (літзапис, розповіді), 1980, «Кайнар», Алмати;
- «Оленчині казки» (казки, оповідання для дітей), 1982, «Жалин», Алмати;
- «Земля — наш дім» (Збірник. Книга для позакласного читання. Повість), 1983, «Молода гвардія», Москва, 200 тис. Прим.;
- «Риба була велика» (Повісті, розповіді), 1986, «Жалин», Алмати;
- «Повість одного життя» (Роман, літзапісь), 1987, «Жазуши», Алмати;
- «Мій правий берег» (Повісті, розповіді), 1989, «Жазуши», Алмати;
- «Колючка» (Казки), 1990, СП «Дастан», Чимкент;
- «По горах, по долах» (казки), 199 !, «Жалин», Алмати;
- «Втеча» (Повісті, розповіді), 1992, «Балауси», Алмати;
- «Придорожник» (новели, вірші), серія «Бібліотечка калінінградського ПЕНа» (додаток до ж-лу «Паралелі»), Калінінград, 2007. 2010 року.
- «І мій бабак» (Книга для сімейного читання. Розповіді про тварин), Калінінград, 2011 року.
- «Завтра було вчора, книга передмов», публіцистика (Калінінград, 2012)
- «ВАСИЛЬ Скуратов, син Бектас, онук Досимбета і Костянтина», роман та оповідання (вид. ОГІ, Москва, 2014 року)

### Періодика
- ж-л «Новий фільм» (статті, рецензії, новели), 1969- * 71 м Алмати;
- журнал «Простір» (розповіді, повість «Вечір зустрічі», глави роману, нариси, критичні статті), 1980, 1983-96 рр., Алмати;
- к / сц. «Сестрички», 1982, «Казахфільм», 2 ч.;
- к / сц. «Це я вийшов на вулицю», 5 ч., 1991, Рига-video — МКЦ «Квантор» (Алмати)
- «Новосілля в старому будинку» Д.Ісабеков (Переклад з каз., Повість, оповідання), 1986, «Радянський письменник», Москва; «Господар вогнища» Р.Ніязбеков (з каз. Повість «Жауатар»), 1985, «Жалин», А-Ата, і ін.;
- ж-л «Вільнюс» (розповідь), 1998, № 2; альм. «Baltia», Клайпеда 2001, 2007 (на литовськ. м.);
- ж-л «Захід Росії» (розповіді, есе, вірші), 1998, * 99, * 02 рр.;
- ж-л «Балтика-Калінінград» (розповіді, глава з повісті), 2001 г., 2007.
- Антологія калінінградської поезії. К-д, 2005.
- Антологія калінінградського розповіді. К-д, 2006, (оповідання «Яблука»).

## Нагороди
- Срібний «Орден Мухи» (пам'ятний знак пам'яті художника Сергія Калмикова, Алма-Ата, 1996)
- Премія імені К. Донелайтіса (Вільнюс, 2005)
- Премія «Натхнення» (Калінінград, 2010)
- Орден «Культурна спадщина» (2013)
- Медаль «За заслуги перед містом Калінінградом» (2015)[1]
- Премія «Визнання» (2015)